# Epichloe sylvatica
Espèce
Epichloe sylvatica (ou Epichloë sylvatica) est une espèce de champignons (Fungi) ascomycètes de la famille des Clavicipitaceae.
Cette espèce est un parasite de plantes de la famille des Poaceae (des graminées), en particulier voire exclusivement de Brachypodium sylvaticum.